# 石川県道118号大聖寺停車場線
石川県道118号大聖寺停車場線（いしかわけんどう118ごう だいしょうじていしゃじょうせん）は、石川県加賀市大聖寺南町地内を通る一般県道（石川県道）である。

## 路線概要
- 起点：石川県加賀市大聖寺南町ホ59番2地先（＝IRいしかわ鉄道線・ハピラインふくい線 大聖寺駅前）
- 終点：石川県加賀市大聖寺南町ホ12番17地先（＝国道305号（国道365号と重複）交点、石川県道5号福井加賀線終点、石川県道19号橋立港線（石川県道140号上木中町線と重複）終点）

起点の大聖寺駅前から184m北に進むと終点に至る。

## 歴史
- 1960年（昭和35年）10月15日：路線認定。

## 通過する自治体
- 石川県
  - 加賀市

## 接続道路
- 国道305号（国道365号、石川県道5号福井加賀線と重複）（加賀市大聖寺南町・大聖寺南町交差点：終点）
- 石川県道19号橋立港線（石川県道140号上木中町線と重複）（同市大聖寺南町・同交差点：終点）

## 周辺
- 加賀市役所